# Hendrik X van Reuss-Ebersdorf
Hendrik X van Reuss-Ebersdorf (Lobenstein, 29 november 1662 - Ebersdorf, 10 juni 1711) was van 1678 tot aan zijn dood de eerste graaf van Reuss-Ebersdorf. Hij behoorde tot het huis Reuss.

## Levensloop
Hendrik X was de jongste zoon van heer Hendrik X van Reuss-Lobenstein uit diens huwelijk met Maria Sibylle van Reuss-Obergreiz. Na de dood van zijn vader in 1671 erfden hij en zijn twee broers Reuss-Lobenstein. In 1673 werden de broers verheven in de rijksgravenstand en in 1678 verdeelden ze hun landerijen. Hierbij kreeg Hendrik X het dorp Ebersdorf als eigen domein toegewezen. 
Toen hij besloot om te trouwen, liet Hendrik X tussen 1692 en 1694 het plaatselijke landhuis verbouwen tot een bescheiden slot met baroktuin. Uiteindelijk huwde hij op 29 november 1694 in Laubach met Erdmuthe Benigna (1670-1732), dochter van graaf Johan Frederik van Solms-Laubach. Het echtpaar was uiterst vroom en onderhield een nauwe vriendschap met August Hermann Francke, die in Halle de basis van het piëtisme had gelegd. Later raakten ze ook bevriend met graaf Nikolaus von Zinzendorf, die in 1722 hun schoonzoon zou worden. Onder Hendrik X en daarna zijn zoon Hendrik XXIX zou Ebersdorf de kern van het piëtisme in Thüringen worden.
Hendrik X van Reuss-Ebersdorf stierf in 1711 op 48-jarige leeftijd.

## Nakomelingen
Hendrik X en zijn echtgenote Erdmuthe Benigna kregen acht kinderen:
- Benigna Maria (1695-1751), dichteres van kerkliederen
- Frederika Wilhelmina (1696-1698)
- Charlotte Louise (1698)
- Hendrik XXIX (1699-1747), graaf van Reuss-Ebersdorf
- Erdmuthe Dorothea (1700-1756), huwde in 1722 met graaf Nikolaus von Zinzendorf
- Henriette Bibiana (1702-1745), huwde in 1741 met vrijheer Georg Adolf Marschall von Bieberstein
- Sophia Albertine Augusta (1703-1708)
- Ernestine Eleonora (1706-1766)